# أنطونيو إمبيلوني
أنطونيو ماريو إمبيلوني دي ليو (25 أغسطس 1924 في غيرلي، بوينس آيرس، الأرجنتين - 2018) كان لاعب كرة قدم أرجنتيني.

## حياة مهنية

### مسيرة لاعب كرة القدم
لعب أنطونيو إمبيلوني لصالح دوك سود (1944)، سان لورينزو (1945-1949)، بانفيلد (1949)، ألميرانتي براون (1950)، ريال مدريد (1950-1951)، التجمع الكونغولي من أجل الديمقراطية قرطبة (1951-1952)، أتلتيكو لشبونة (1951-1952/1953-1954)، ديبورتيفو مورون. (1953)، براغا (1954–1956)، سبورتنج (1956–1958) وماريننسي (1961–1962).

#### الأندية
| النادي                                    | دولة      | سنة       |
| ----------------------------------------- | --------- | --------- |
| سبورتيفو دوك سود                          | الأرجنتين | 1944      |
| سان لورينزو دي ألماجرو                    | الأرجنتين | 1945–1949 |
| نادي أتلتيكو بانفيلد                      | الأرجنتين | 1949      |
| نادي ألميرانتي براون                      | الأرجنتين | 1950      |
| نادي ريال مدريد                           | إسبانيا   | 1950–1951 |
| التجمع الكونغولي من أجل الديمقراطية قرطبة | إسبانيا   | 1951–1952 |
| نادي أتلتيكو البرتغال                     | البرتغال  | 1951–1952 |
| ديبورتيفو مورون                           | الأرجنتين | 1953      |
| نادي أتلتيكو البرتغال                     | البرتغال  | 1953–1954 |
| نادي براغا الرياضي                        | البرتغال  | 1954–1956 |
| نادي سبورتينغ لشبونة                      | البرتغال  | 1956–1958 |
| نادي مارينهينسي                           | البرتغال  | 1961–1962 |

### المهنة الإدارية
أدار إمبيلوني أتلتيكو لشبونة (1954-1955/1962-1963)، براغا (1954-1956/1977-1978)، مونتيري (1956-1957)، سبورتينغ لشبونة (1958 و 1960)، أكاديميكا OAF (1960-1961)، إيه سي مارينهنسي. (1961–1962)، إف سي باريرينسي (1962–1963)، الأرجنتين إس 20 (1967)، ميلوناريوس إف سي (1968)، فيرو كاريل أويستي (1969 و 1970)، إف سي فاماليكاو (1978–1979)، فيتوريا إس سي (1979–1980) ونافال (1985–1986).

#### الأندية
| النادي                                | البلد     | السنة     |
| ------------------------------------- | --------- | --------- |
| أتليتيكو كلوب دي برتغال               | البرتغال  | 1954–1955 |
| سبورتينغ براغا                        | البرتغال  | 1954–1956 |
| نادي مونتيري                          | المكسيك   | 1956–1957 |
| سبورتينغ لشبونة                       | البرتغال  | 1958–1960 |
| أكاديميكا كويمبرا                     | البرتغال  | 1960–1961 |
| نادي مارينينسي الرياضي                | البرتغال  | 1961–1962 |
| نادي بايرنسيه                         | البرتغال  | 1962–1963 |
| أتليتيكو كلوب دي برتغال               | البرتغال  | 1962–1963 |
| منتخب الأرجنتين تحت 20 سنة لكرة القدم | الأرجنتين | 1967      |
| نادي ميلوناريوس                       | كولومبيا  | 1968      |
| فيرو كاريل أويستي                     | الأرجنتين | 1969–1970 |
| سبورتينغ براغا                        | البرتغال  | 1977–1978 |
| نادي فاماليساو                        | البرتغال  | 1978–1979 |
| فيتوريا غيمارايش                      | البرتغال  | 1979–1980 |
| نافال                                 | البرتغال  | 1985–1986 |